# Cikháj
Cikháj (německy Ziegenhain) je obec v okrese Žďár nad Sázavou v kraji Vysočina. Na území Cikháje pramení řeka Svratka. Při jižním okraji obce protéká Stržský potok, který je levostranným přítokem řeky Sázavy. Žije zde 106 obyvatel.

## Název
Ves byla pojmenována německy Zieg(en)hain („Kozí háj“). České jméno vzniklo z německého přikloněním zakončení ke slovu „háj“.

## Území
Moderní katastrální území obce se rozkládá po obou stranách historické česko-moravské zemské hranice. Samotná vesnice jakož i téměř celý její katastr leží na Moravě a tvoří výrazný výběžek směřující do Čech, ale některé pozemky (nebo jejich části) u jižní hranice v blízkosti silnice do sousední obce Světnova dříve náležely k sousední české obci, k jejímuž modernímu katastru dnes pro změnu náležejí některé pozemky původně tvořící okraj katastru Cikháje.[zdroj⁠?!]

## Historie
První písemná zmínka o obci pochází z roku 1662. Od roku 1850 náležela k obci také osada Kocanda, která pak byla k 6. březnu 1949 (dle Úředního listu až k 1. červenci 1950) připojena k Herálci. Od 1. července 1980 do 31. prosince 1991 byla sama Cikháj součástí města Žďár nad Sázavou, poté se osamostatnila.
| Rok            | 1869 | 1880 | 1890 | 1900 | 1910 | 1921 | 1930 | 1950 | 1961 | 1970 | 1980 | 1991 | 2020 |
| -------------- | ---- | ---- | ---- | ---- | ---- | ---- | ---- | ---- | ---- | ---- | ---- | ---- | ---- |
| Počet obyvatel | 445  | 372  | 368  | 341  | 342  | 342  | 319  | 209  | 193  | 150  | 119  | 113  | 105  |

## Pamětihodnosti
- Boží muka z 18. století (datace 1713) při jižním okraji obce. V 60. letech 20. století zdemolována, později obnovena.
- Litinový kříž z roku 1885
- Památník partyzánského hnutí u západního okraje obce
- Vodní mlýn z roku 1848 U mlynářova rybníka
- Zvonička kruhového půdorysu z 19. století

## Přírodní poměry
- Národní přírodní rezervace Žákova hora
- Přírodní památka Tisůvka
- Stříbrná studánka – jeden z možných pramenů Svratky

## Cestovní ruch
V obci měla brněnská Masarykova univerzita svůj penzion, kde se pravidelně konaly různé akce učitelů i studentů této školy. Univerzita penzion prodala v roce 2019.

## Galerie

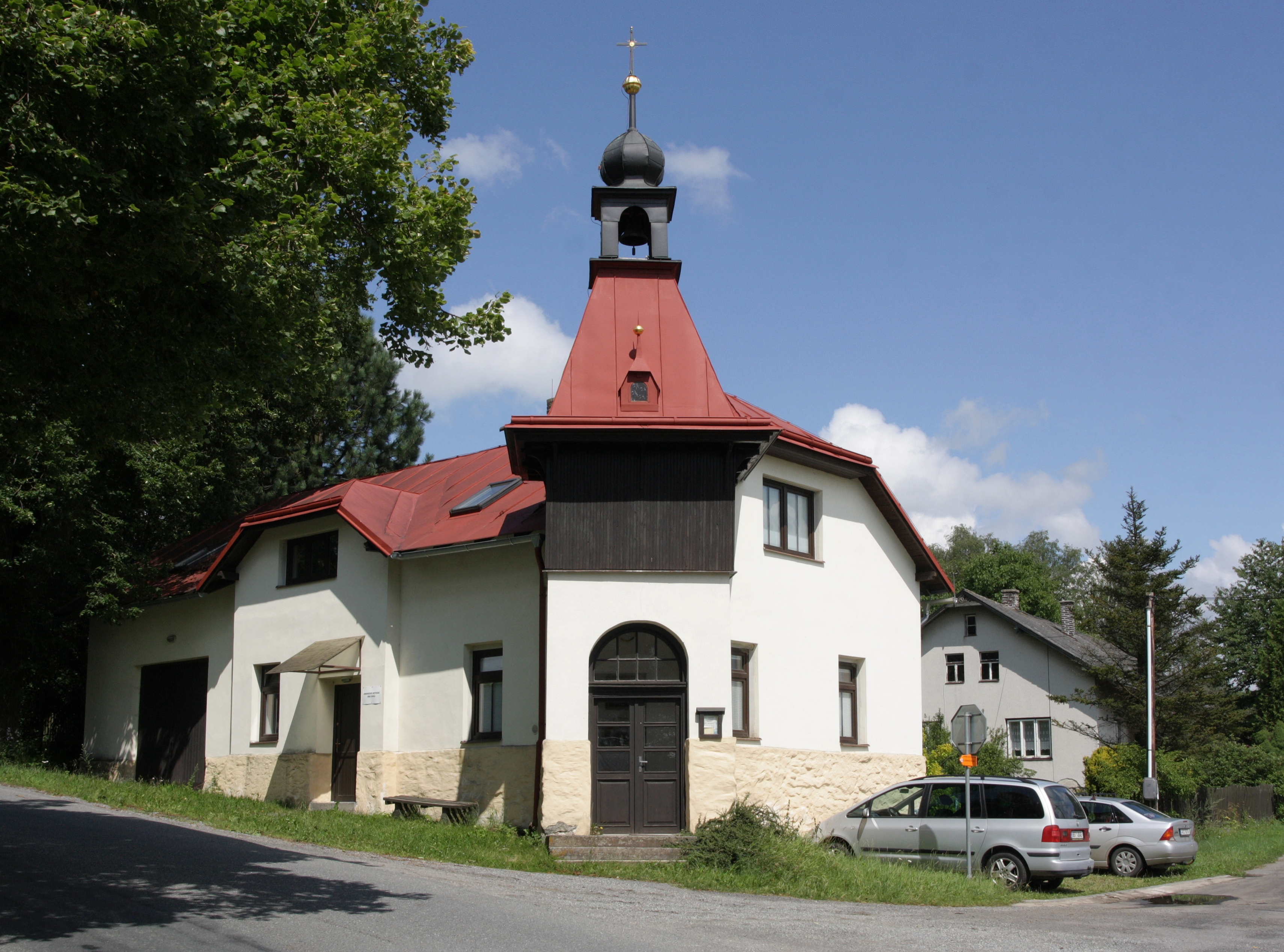
Apartmány Kaplička Cikháj
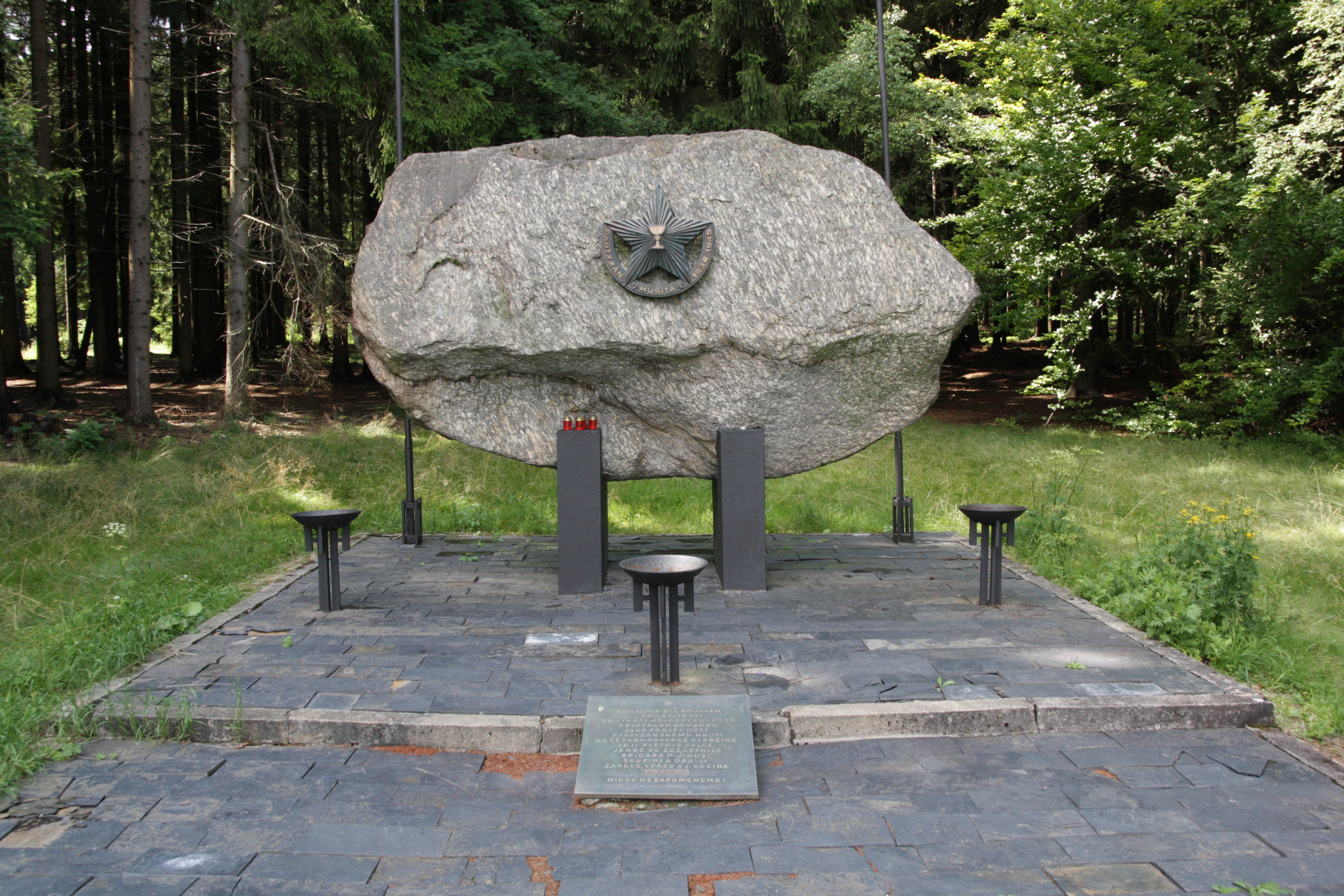
Partyzánský památník
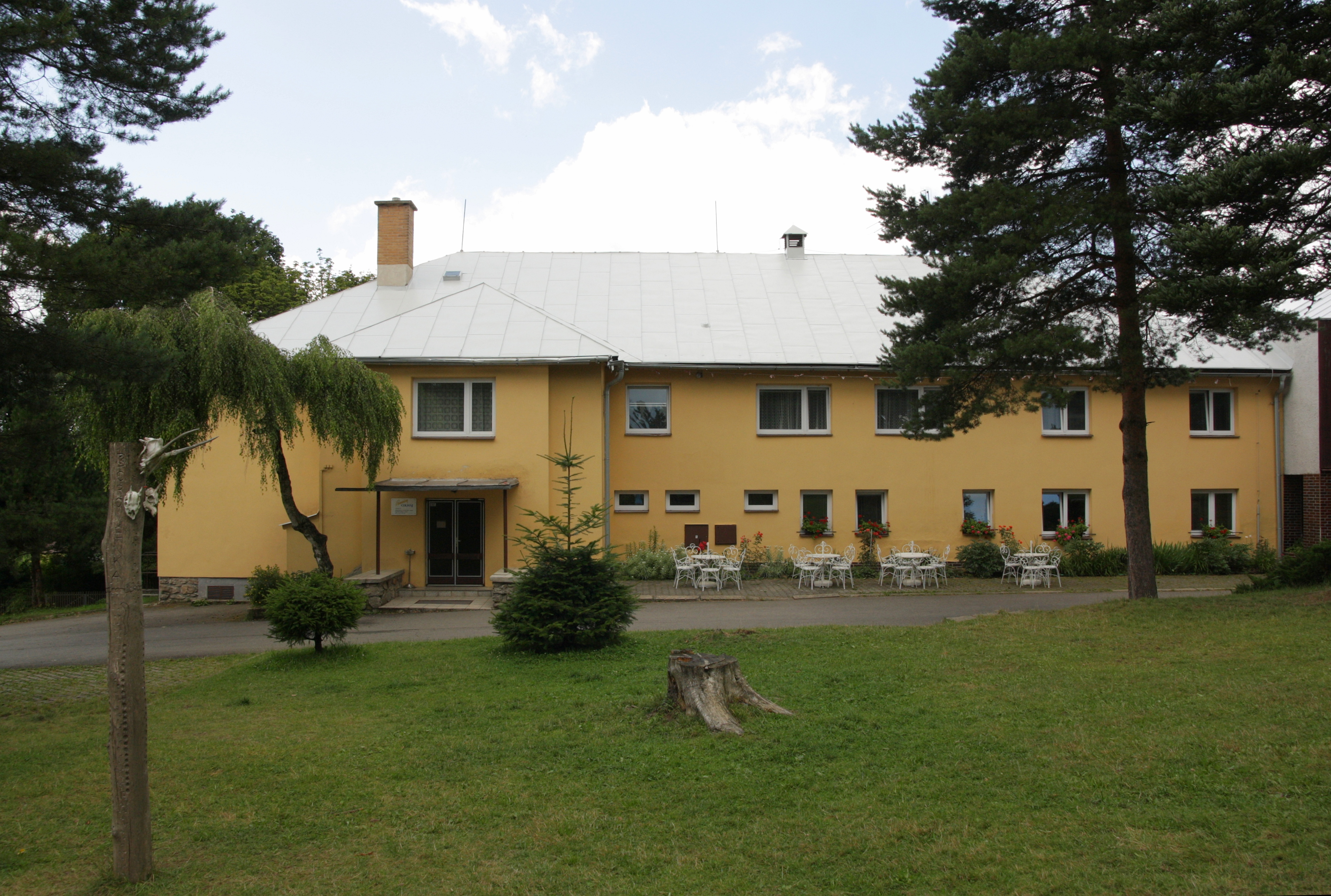
Penzion Cikháj
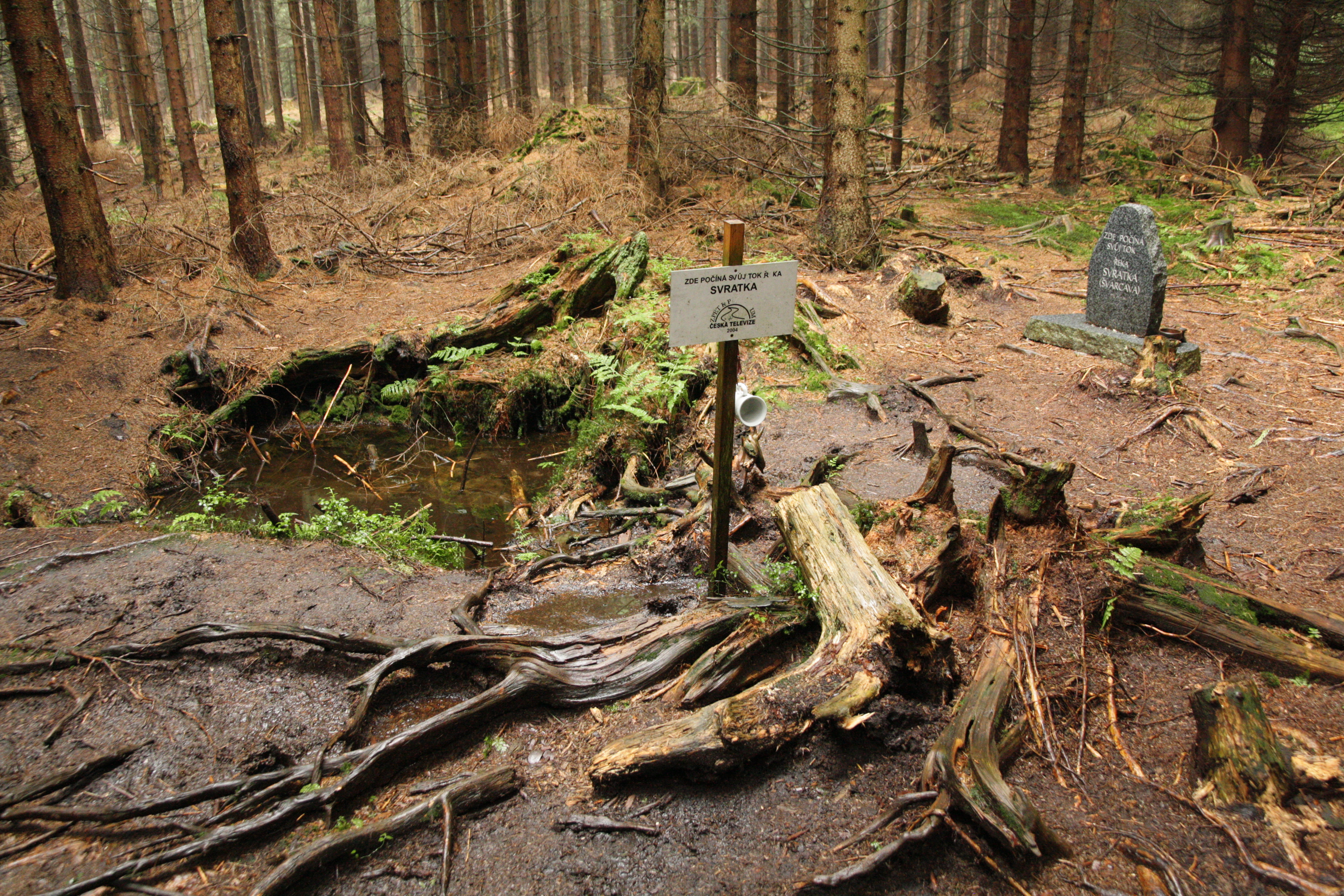
Pramen Svratky východně od obce